# 馬托格羅索戰役
马托格罗索战役是三国同盟战争中巴拉圭人的一次早期攻势。巴拉圭占领了巴西的马托格罗索省。可以说，这是巴拉圭在这场战争中唯一重大的胜利。

## 巴拉圭的进犯
巴拉圭在战争的第一阶段采取了主动:1864年12月14日在北方入侵马托格罗索:25，1865年初在南方入侵南里奥格兰德州，以及阿根廷的科連特斯省。

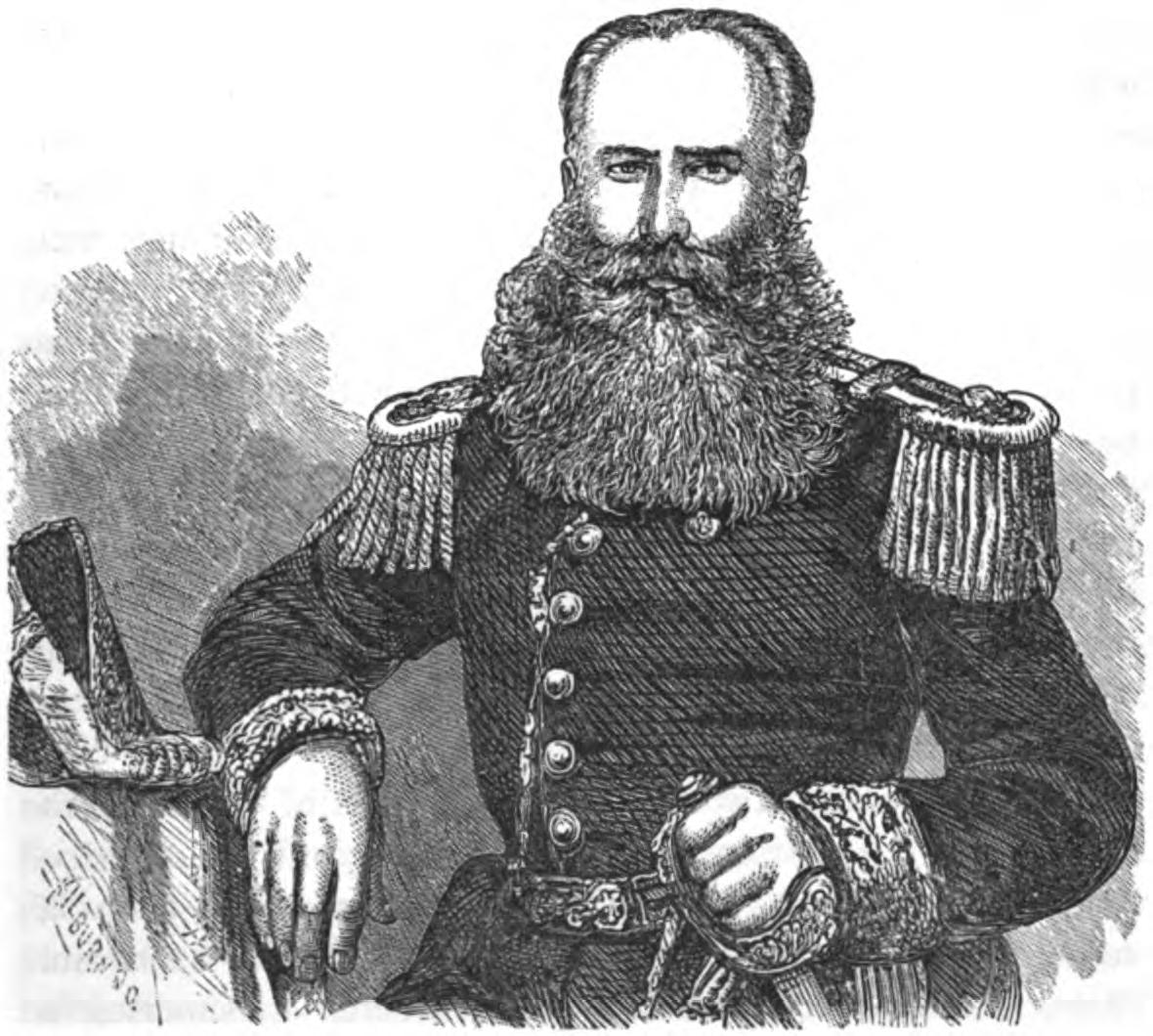
比森特·巴里奥斯上校

两股独立的巴拉圭军队同时入侵马托格罗索。一支由比森特·巴里奥斯上校指挥的3,248人的远征队，由弗拉加塔·佩德罗·伊格纳西奥·梅扎队长指挥的一个海军中队，沿巴拉圭的里约热内卢河向康塞普西翁镇进发。:25他们于12月27日袭击了新科英布拉要塞。:26由154人组成的巴西驻军在中校赫尔梅尼吉尔多·德阿尔布开克·波尔图·卡雷罗(后来成为科英布拉堡的男爵)的指挥下进行了三天的抵抗。当他们的弹药用完后，守军放弃了堡垒，登上炮艇Anhambai向河上的科伦巴撤退。:26占领要塞后，巴拉圭人向北推进，于1865年1月占领了阿尔伯克基、塔奇和科伦巴等城市。:26随后，他派遣了一支支队去进攻杜拉多斯的军事前线哨所。这支由马丁·乌尔比塔少校率领的部队在1864年12月29日遭到安东尼奥·若昂·里贝罗少尉和他的16名部下的顽强抵抗，最后全部被杀。巴拉圭人继续击败何塞·迪亚斯·达·席尔瓦上校(Jose Dias da Silva)的军队，打败了尼科和米兰达。巴拉圭第二纵队由在康塞普西翁的弗朗西斯科·伊西多罗·雷斯坎上校率领的4,650人中的一部分组成，1500人的部队深入马托格罗索。
尽管取得了这些胜利，巴拉圭军队并没有继续向省首府库亚巴进发，奥古斯托·勒沃格尔曾在那里加固梅尔加科的营地，以保护库亚巴。他们的主要目标是夺取金矿和钻石矿，直到1869年，阻断了流入巴西的水流。:27

## 巴西反攻

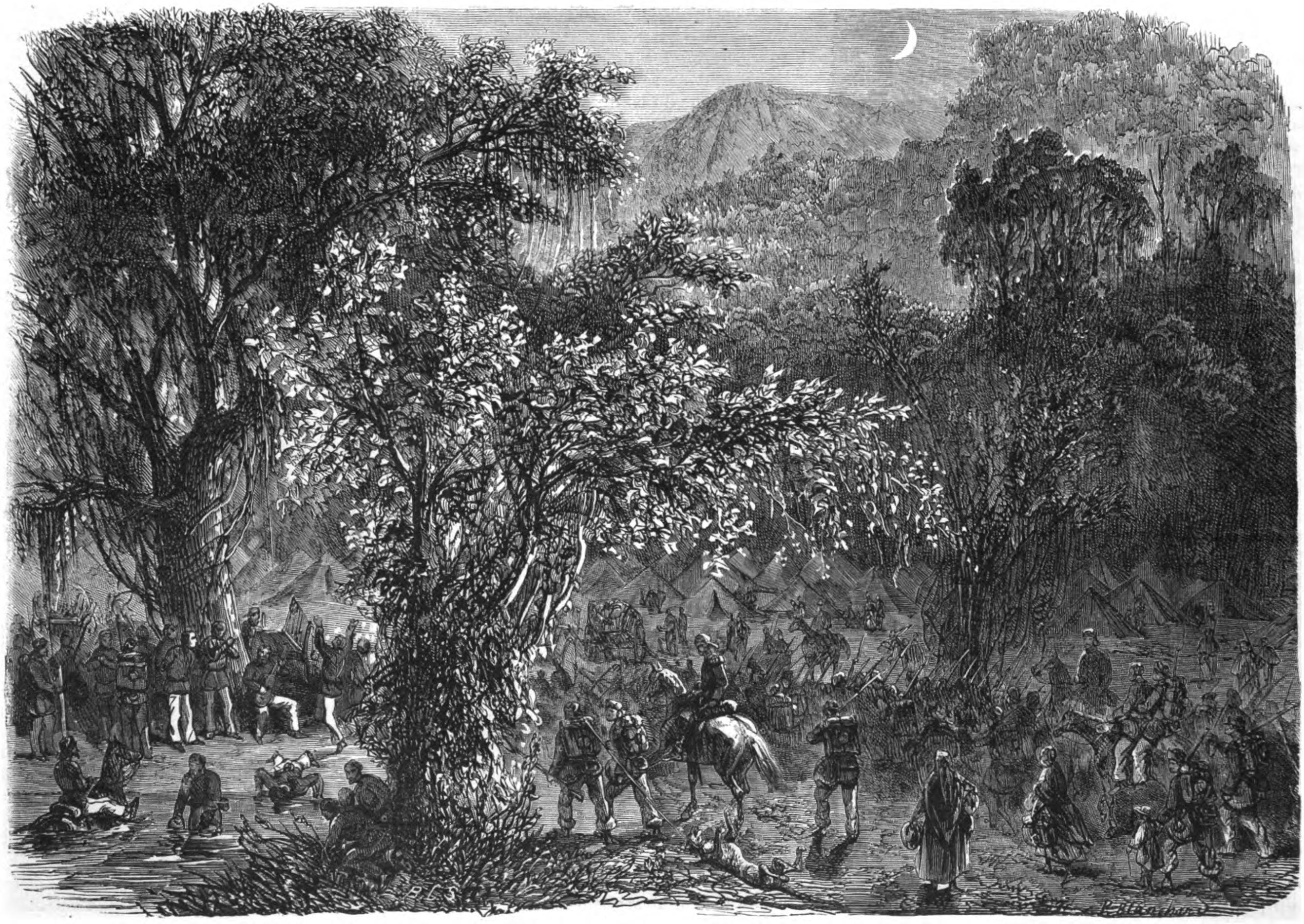
马托格罗索的巴西远征:远征师在戈亚斯原始森林的营地。

巴西派出一支远征队去马托格罗索州与入侵者作战。1865年4月，由曼努埃尔·佩德罗·德拉戈上校率领的2780人的纵队从米纳斯吉拉斯州的乌贝拉巴出发，并于1867年4月渡过阿帕河进入巴拉圭。1867年1月，德莫拉斯·卡米索上校在德拉戈和加尔沃死后接管了这个纵队。到4月，这个纵队共有1,907人。:69
总统洛佩斯派遣第21骑兵团前往康塞普西翁增援马丁·乌尔比塔少校的骑兵部队。尽管赢得了白恩德之战，但卡米索上校还是因为缺乏补给而被迫撤退，这进一步使他的部队减少到578人。:69虽然他在途中死于霍乱，但他的部队于6月11日到达卡努托。:70